# Dichopogon preissii
Dichopogon preissii là một loài thực vật có hoa trong họ Măng tây. Loài này được (Endl.) Brittan mô tả khoa học đầu tiên năm 1987.